# 災害疫学研究センター
災害疫学研究センター（さいがいえきがくけんきゅうせんたー、英: Centre for Research on the Epidemiology of Disasters, CRED）は、ベルギーのブリュッセルにある研究所である。ルーヴァン・カトリック大学と世界保健機関（WHO）の共同プロジェクトとして1988年に設立された。自然災害や人道的危機による人間への影響を定量的に分析することを目的としており、世界の大規模災害に関する情報を収集・整理・提供する災害データベース（Emergency Events Database, EM-DAT）を開発したことで知られる。所長はデバラティ・グハ＝サピール教授である。

## 概要
災害疫学研究センター（CRED）は、自然災害や人道的危機による人間への影響を定量的に分析することを目的としており、そのために以下のような活動を行っている 。
- 災害データベース（Emergency Events Database, EM-DAT）の開発・管理・更新。EM-DATは、1900年以降の世界の大規模災害に関する情報を収集・整理・提供する初めてのデータベースであり、災害の傾向やパターン、影響や脆弱性、リスクや回復などを分析するための科学的データの基礎となっている。
- 災害や気候変動に関する研究プロジェクトの実施。気候変動に起因する嵐などの巨大災害、地震などの地球物理学的災害、パンデミックなどの生物学的災害、紛争などの人道的災害など、さまざまな種類の災害に関する研究を行っており、その結果は多くの学術誌や報告書に発表されている。
- 災害や気候変動に関する教育・トレーニング・アドバイスの提供。ルーヴァン・カトリック大学の教授として、災害疫学や人道的危機に関する教育・研究を行っているほか、国際機関や政府、NGOなどに対して、災害リスク管理やエビデンスに基づいた政策形成に関するトレーニングやアドバイスを提供している。

CREDは、ルーヴァン・カトリック大学と世界保健機関（WHO）との共同プロジェクトとして1988年に設立された。当時、WHOの疫学者として活動していたデバラティ・グハ＝サピール教授が、アフリカやアジアの難民キャンプで栄養不良や感染症などの公衆衛生問題に対処する中で、災害による人間への影響を定量的に把握する必要性を感じ、CREDを創設した 。CREDは、当初はWHOの支援を受けていたが、後にルーヴァン・カトリック大学の一部となり、現在は同大学の医学部に所属している。CREDは、現在約20人のスタッフで構成されており、医師や看護師、統計学者や社会科学者などが含まれる。